# St. Petrus (Wiedermuth)

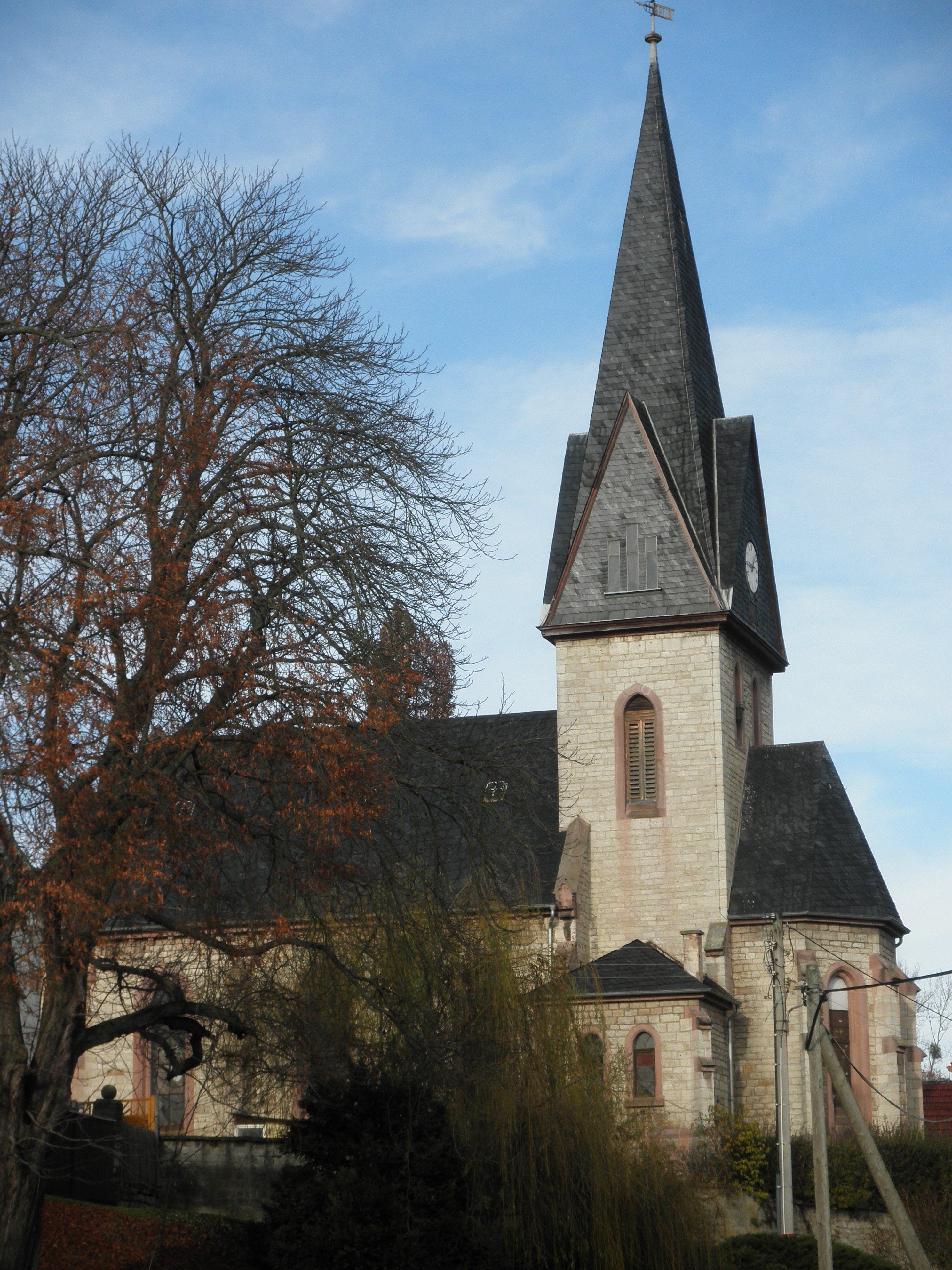
St. Petrus

Die evangelisch-lutherische denkmalgeschützte Kirche St. Petrus steht in Wiedermuth, einem Ortsteil der Stadt Ebeleben im Kyffhäuserkreis in Thüringen.
Die Kirchengemeinde Wiedermuth gehört zum Pfarrbereich Ebeleben des Pfarrbereichs Ebeleben-Holzthaleben im Kirchenkreis Bad Frankenhausen-Sondershausen der Evangelischen Kirche in Mitteldeutschland.

## Beschreibung
Die Kirche wurde nach Abbruch des mittelalterlichen Vorgängerbaus an höher gelegener Stelle 1892/1893 nach Plänen des Fürstlichen Bauamtes Sondershausen errichtet. Die Saalkirche in neugotischen Baustil hat einen rechteckigen Kirchturm im Osten und daran angebaut einen polygonalen Chor. Dem Langhaus ist im Westen ein Anbau vorgelagert, der das Portal enthält. Die Wände und die Ecken werden durch Strebepfeiler unterstützt. Der Turm ist mit einem hohen vierseitigen Zeltdach zwischen Dreiecksgiebeln bedeckt. 
Der Innenraum ist mit einem hölzernen Tonnengewölbe überspannt. Der eingezogene, erhöht stehende Chor hat ein Rautengewölbe. Die Wandmalerei und die Deckenmalerei stammen aus der Bauzeit. Die Emporen, die Kanzel, das Taufbecken und das Kirchengestühl sind neugotisch verziert, ebenso der Orgelprospekt. Die Orgel mit 15 Registern, verteilt auf zwei Manuale und Pedal, wurde 1893 von Adam Eifert gebaut.